# 平考明德森特
平考明德森特，是匈牙利沃什州所辖的一个村，总面积11.01平方公里，总人口161，人口密度14.6人/平方公里（2010年1月1日）。